# Trilogia dell'Accademia Jedi
La trilogia dell'Accademia Jedi (in inglese Jedi Academy trilogy) è una serie di romanzi di fantascienza scritta da Kevin J. Anderson, pubblicata da Bantam Spectra e facente parte dell'Universo espanso di Guerre stellari. I romanzi che la compongono sono: Sulle orme dei cavalieri Jedi (1994), Il discepolo del lato oscuro (1994) e I campioni della Forza (1994). È stata pubblicata in italiano per la prima volta dal 1996 al 1997 da Sperling & Kupfer.
La trilogia si svolge nell'11 ABY, circa sette anni dopo gli eventi de Il ritorno dello Jedi. Luke Skywalker è alle prese con il compito di rifondare l'ordine Jedi dopo la caduta dell'Impero, formando giovani allievi nella nuova Accademia Jedi di Yavin IV. Intanto gli imperiali riuniti sotto l'ammiraglio Daala e il suo viceammiraglio Gilad Pellaeon sono entrati in possesso di una nuova super-arma con un potere di distruzione addirittura superiore a quello della Morte Nera, il Disintegratore Stellare, e meditano di distruggere la Nuova Repubblica. In questo scenario Kyp Durron, uno dei nuovi allievi di Luke passato al lato oscuro sotto l'influenza del signore dei Sith Exar Kun, si impossessa del Disintegratore Stellare elancia un'offensiva per distruggere una volta per tutte ciò che resta dell'Impero Galattico.

## Trama

### Sulle orme dei cavalieri Jedi
Ian Solo, oramai generale della Nuova Repubblica, si dirige su Kessel come ambasciatore per riaprire un dialogo con il pianeta. Qui viene fatto prigioniero da Moruth Doole insidiatosi al comando durante una rivolta nella fortezza prigione di Kessel. Viene quindi spedito ai lavori forzati nelle miniere del pianeta dove conosce un giovane di nome Kyp Durron. Ian fugge da Kessel assieme a Chewbecca e Kyp. Grazie a quest'ultimo riescono a sfuggire a Doole attraversando il Maw, una regione di spazio costellata di buchi neri. Qui scoprono una base scientifica in cui gli imperiali, completamente isolati nel Maw, non sanno nulla della caduta dell'Impero e hanno continuato indisturbati la loro attività. I tre vengono catturati dall'ammiraglio Daala, torturati e interrogati. Ian fa la conoscenza di Qwi Xux, scienziata aliena che aiutò a progettare la Morte Nera. Qwi, aperti gli occhi sulla reale natura dell'impero, aiuta Ian e gli altri a fuggire. Scappando trafugano l'ultimo prototipo del Disintegratore Stellare, un'arma progettata da Qwi Xux stessa, in grado di far esplodere stelle in supernove e dalla corazza quantistica praticamente indistruttibile. I tre fuggono quindi dal Maw seminando gli imperiali. Nel frattempo Luke Skywalker ottiene il consenso di aprire una nuova Accademia Jedi sulla luna Yavin IV e parte per radunare diverse persone dotate di poteri Jedi.

### Il discepolo del lato oscuro
L'ammiraglio Daala mobilita l'Imperial Remnant e lancia una serie di attacchi contro vari pianeti della Nuova Repubblica. Su Yavin IV, intanto, Luke raduna diverse persone sensibili alla Forza per avviarli a diventare Jedi. Tuttavia Exar Kun, un antico signore dei Sith il cui spirito è rimasto legato ai templi di Yavin IV dai tempi della sua sconfitta, tenta di attirare gli allievi al lato oscuro. Kyp viene posseduto dal Sith; quindi attacca Luke, si appropria del Disintegratore Stellare, e lo utilizza per vendicarsi su Daala, attaccando diversi sistemi stellari.

### I campioni della Forza
Mentre Kyp continua la sua offensiva contro l'Imperial Remnant, Luke, che era rimasto indifeso, viene protetto dalla minaccia dello spirito di Exar Kun dai suoi allievi. La Nuova Repubblica deve fronteggiare un rinnovato assalto degli imperiali, che minacciano di utilizzare un nuovo prototipo di Morte Nera. Nello scontro finale nei pressi di Kessel, Kyp distrugge la super-arma imperiale grazie al Disintegratore Stellare, che fa poi precipitare all'interno di un buco nero affinché non possa più essere utilizzata. Con l'Imperial Remnant allo sbando, l'ammiraglio Daala si dà alla fuga. Infine Kyp viene guarito dall'influsso di Exar Kun e riaccettato dalla Repubblica e dall'Accademia Jedi.

## Pubblicazione
L'edizione originale in inglese della trilogia è stata pubblicata nel 1994 da Bantam Spectra ed è composta da:
- Jedi Search
- Dark Apprentice
- Champions of the Force[1]

Le illustrazioni per le copertine sono state realizzate da John Alvin.
I libri sono stati tradotti in tedesco, francese, italiano e olandese. La prima edizione italiana è stata edita da Sperling & Kupfer e tradotta da Anna Maria Biavasco:
- Sulle orme dei cavalieri Jedi (1996)
- Il discepolo del lato oscuro (1996)
- I campioni della Forza (1997)